# Nga Hiệp
Nga Hiệp là một xã thuộc huyện Nga Sơn, tỉnh Thanh Hóa, Việt Nam.

## Địa lý
Xã Nga Hiệp nằm ở phía nam huyện Nga Sơn, có vị trí địa lý:
- Phía đông giáp xã Nga Thủy
- Phía tây giáp các xã Nga Phượng, Nga Thạch
- Phía nam giáp huyện Hậu Lộc với ranh giới là sông Lèn
- Phía bắc giáp thị trấn Nga Sơn.

Xã Nga Hiệp có diện tích tự nhiên 6,25 km², quy mô dân số năm 2022 là 13.625 người, mật độ dân số đạt 2.180 người/km². Dân cư sinh sống tại Nga Hiệp chủ yếu là người Kinh.

## Lịch sử
Địa bàn xã Nga Hiệp hiện nay trước đây vốn là hai xã Nga Bạch và Nga Trung thuộc huyện Nga Sơn.
Nửa cuối thập niên 1950, xã Nga Hiệp là một phần của xã Quảng Hiệp, sau được chia thành 3 xã thuộc huyện Nga Sơn: Nga Bạch, Nga Thủy, Nga Trung.
Ngày 5 tháng 7 năm 1977, huyện Nga Sơn sáp nhập với huyện Hà Trung thành huyện Trung Sơn, 2 xã Nga Bạch và Nga Trung thuộc huyện Trung Sơn. Đến ngày 30 tháng 8 năm 1982, các xã trở lại trực thuộc huyện Nga Sơn vừa tái lập.
Năm 2018, xã Nga Bạch có 9 thôn, xã Nga Trung có 10 thôn. Ngày 11 tháng 7 cùng năm, Hội đồng nhân dân tỉnh Thanh Hóa khóa XVII thông qua Nghị quyết về việc sắp xếp thôn, tổ dân phố trên địa bàn tỉnh. Theo đó:
- Xã Nga Bạch: sáp nhập các thôn Bạch Đông, Bạch Thái thành thôn Đông Thái, sáp nhập các thôn Bạch Triệu, Bạch Thành thành thôn Triệu Thành;
- Xã Nga Trung: nhập thôn 2 vào thôn 1, nhập các thôn 3, 4 thành thôn 2, nhập các thôn 5, 6 thành thôn 3, nhập các thôn 7, 8  thành thôn 4, nhập các thôn 9, 10 thành thôn 5.

Sau sắp xếp, xã Nga Bạch có 7 thôn, xã Nga Trung có 5 thôn.
Năm 2022, xã Nga Bạch có diện tích 2,92 km², dân số là 8.693 người, mật độ dân số đạt 2.977 người/km², xã Nga Trung có diện tích 3,33 km², dân số là 4.932 người, mật độ dân số đạt 1.481 người/km².
Ngày 24 tháng 10 năm 2024, Ủy ban Thường vụ Quốc hội thông qua Nghị quyết số 1238/NQ-UBTVQH15 (có hiệu lực từ ngày 1 tháng 1 năm 2025). Theo đó, nhập toàn bộ diện tích và dân số của xã Nga Bạch và xã Nga Trung thành xã Nga Hiệp.

## Hành chính
Xã Nga Hiệp được chia thành 12 thôn, gồm 5 thôn đánh số từ 1 đến 5 và các thôn: Bạch Đằng, Bạch Hải, Bạch Hùng, Bạch Thắng, Bạch Trưng, Đông Thái, Triệu Thành.